# Physaria navajoensis
Physaria navajoensis är en korsblommig växtart som först beskrevs av O'kane, och fick sitt nu gällande namn av O'kane och Al-shehbaz. Physaria navajoensis ingår i släktet Physaria och familjen korsblommiga växter. Inga underarter finns listade i Catalogue of Life.